# Utricularia humboldtii
Utricularia humboldtii — вид рослин із родини пухирникових (Lentibulariaceae).

## Біоморфологічна характеристика
Рослина утворює в субстраті кілька, до двадцяти сантиметрів довжиною і товщиною від двох до трьох міліметрів, м'ясистих столонів. Столони, що виростають із субстрату, так звані «повітряні паростки», жорсткі, довжиною до шістдесяти сантиметрів і досягають товщини до двох міліметрів. Рослини можуть використовувати їх, щоб «перелазити» з одного місця на інше. Рослина утворює лише кілька листків. На прямовисних жорстких листових ніжках довжиною до 20 сантиметрів зустрічаються до 9 сантиметрів завдовжки і 19 сантиметрів завширшки, клиноподібні чи зворотно-яйцюваті, ламкі, товсті, шкірясті листові пластинки. Вони надзвичайно різноманітні за формою та розміром. Зі слонів на коротких ніжках виходять диморфні пастки; більш численні дрібні пастки довжиною від 1–1.5 міліметра, отвір спрямований донизу, угорі два видовжених відростки. Досить рідко зустрічаються великі пастки завдовжки до 1.2 см. Прямовисне, мало розгалужене чи нерозгалужене суцвіття може досягати у висоту до 130 сантиметрів, ніжка безволоса, товщина від двох до п'яти міліметрів. У нещільному суцвітті розташовано від п'яти до шістнадцяти окремих квіток. Довгасто-яйцеподібні чашолистки мають довжину до 2.5 сантиметрів, синьо-пурпурні пелюстки — від п'яти до семи сантиметрів. Коробочка яйцеподібна, поникла. Насіння численне, плоске, крилате, до 2.5 мм у довжину.

## Середовище проживання
Цей вид має широке поширення в Гаянському нагір'ї, охоплюючи Венесуелу, Гаяну та найпівнічніші частини Бразилії.
Росте у водоймах, що тримаються в пазухах кількох видів Brocchinia (Bromeliaceae) і Orectanthe (Xyridaceae). Він також зустрічається як епіфіт на стовбурах дерев або як наземний у неглибоких водоймах.

## Використання
Вид є популярним предметом для вирощування серед любителів хижих рослин. Торгівля не становить загрози для дикої популяції.